# Čatež ob Savi
Čatež ob Savi é uma vila localizada no município de Brežice na Eslovênia. Possuía uma população estimada de 342 habitantes em 2020.